# Ral (geologi)
 For alternative betydninger, se Ral. (Se også artikler, som begynder med Ral)
Ral er sten i størrelse fra 30 til 80 millimeter i diameter.[kilde mangler]
Ral benyttes blandt andet til fremstilling af beton.